# Donald Caskie
Donald Caskie OBE (Bowmore, 1902 – 1983) was een Britse dominee van de Kerk van Schotland, die vooral bekend is geworden door zijn optreden in Frankrijk tijdens de Tweede Wereldoorlog. Hij hielp toen onder de codenaam The Tartan Pimpernel ongeveer 2000 geallieerde soldaten, mariniers en piloten ontsnappen uit het door nazi-Duitsland bezette Frankrijk, voornamelijk via Spanje.

## Biografie
Donald Caskie werd geboren als zoon van een boer. Hij studeerde onder andere kunst en godsdienst aan de Universiteit van Edinburgh. In 1938 werd hij dominee van de Église écossaise (Scots Kirk) in Parijs.
Omdat Caskie zich altijd al negatief had geuit over het nazisme, was hij gedwongen Parijs te ontvluchten na de Duitse invasie van Frankrijk in 1940. Hij kreeg het advies van de kerk om te proberen zo snel mogelijk terug naar het Verenigd Koninkrijk te gaan, maar in plaats daarvan vertrok Caskie naar Marseille. Hier zette hij een toevluchtsoord op voor gestrande Britten. Via telegrammen hield hij contact met de Schotse kerk in Edinburgh. Samen met de Belgische militair Pat O'Leary en de lokale pastoor, Heuzy, maakte hij tevens plannen om in Frankrijk gestrande geallieerden Frankrijk te helpen ontvluchten.
Caskie trok door zijn werk al snel de aandacht van de Duitse autoriteiten en de Vichy-Franse autoriteiten. Hij werd uiteindelijk aan deze autoriteiten verraden door een mede-Brit. Caskie en enkele van zijn helpers werden gearresteerd, maar Caskie werd vanwege gebrek aan bewijs veroordeeld tot een korte gevangenisstraf. Tevens moest hij Marseille verlaten. 
Caskie vertrok hierna naar Grenoble, in het gezelschap van gevangen Britse soldaten die naar Duitsland zouden worden gedeporteerd. Caskie slaagde erin om een Italiaanse kampcommandant te overtuigen een deel van de gevangenen vrij te laten. Caskie werd hiervoor gearresteerd en ditmaal ter dood veroordeeld. Zijn leven werd echter gespaard dankzij de Duitse pastoor Hans Helmut Peters, die de Duitsers overtuigde Caskie te sparen. Caskie bracht de rest van de oorlog door in een gevangenenkamp.
Na de oorlog pakte Caskie zijn oude taak weer op in Parijs. Hij werd onderscheiden met de Orde van het Britse Rijk. Ook kreeg hij onderscheidingen van de Franse overheid. In de jaren 50 schreef Caskie zijn autobiografie in de hoop met de opbrengst hiervan het herstel van de kerk in Parijs te betalen. 
In 1961 keerde Caskie terug naar Schotland, waar hij dominee werd in Wemyss Bay en Skelmorlie. Begin jaren 70 ging hij met pensioen. Het laatste jaar van zijn leven woonde hij bij zijn jongere broer in Greenock.
Caskie stierf in 1983. Hij ligt begraven in Bowmore. Veel van zijn persoonlijke bezittingen, waaronder zijn onderscheidingen, zijn te zien in de Kilarrow Parish Church van Bowmore.

## Boek
- The Tartan Pimpernel (Fontana 1960 ISBN 0-00-620444-9) Donald Currie Caskie